# Pudgy Picks a Fight
Pudgy Picks a Fight es un corto de animación estadounidense de 1937, de la serie de Betty Boop. Fue producido por los estudios Fleischer y distribuido por Paramount Pictures. El principal protagonista es Pudgy, la mascota de Betty Boop.

## Argumento
Betty recibe una piel de zorro en su domicilio y se deleita probándosela ante el espejo. El perrito Pudgy la ve acariciándola y se pone celoso. Cuando Betty deja el zorro y marcha, Pudgy entabla una lucha con la piel. Al cesar el ataque, Pudgy ve a su adversario inmóvil e intenta reanimarlo de todas las maneras que conoce. Creyendo haberlo matado él, la culpa le hará sufrir visiones condenatorias.

## Producción
Pudgy Picks a Fight es la sexagésima cuarta entrega de la serie de Betty Boop y fue estrenada el 14 de mayo de 1937.